# Carlo Cesare Malvasia
Carlo Cesare Malvasia (1616, Bologna, Itálie – 1693, Bologna, Itálie) byl italský vědec a historik umění známý především svými biografiemi barokních umělců s názvem Felsina pittrice, publikovanými v roce 1678.

## Literární kariéra
Malvasia byl boloňský ekvivalent Giorgia Vasariho a jeho rodné město Bologna předstihlo Florencii v umělecké nadvládě své doby. Narozen v aristokratické rodině, je také známý jako hrabě Carlo Malvasia. Zkušenosti s malbou získal u barokního malíře Giacinta Campany a Giacoma Cavedoneho. Byl také amatérským básníkem a členem místních literárních společností. V roce 1639 odcestoval do Říma, kde se setkal s kardinálem Bernardinem Spadou a sochařem Alessandrem Algardim. Podle záznamů se jako dobrovolník zúčastnil první války v Castru na přání svého bratrance Cornelia Malvasia; vůdce kavalérie papežské armády.
Poté promoval jako právník a přednášel právo na univerzitě v Bologni. Titul z teologie získal v roce 1653 a v roce 1662 byl jmenován kanovníkem v Boloňské katedrále.
Malvasia byl také sběratelem. Spolupracoval při akvizici boloňských uměleckých děl pro královské sbírky Ludvíka XIV.

## Dílo

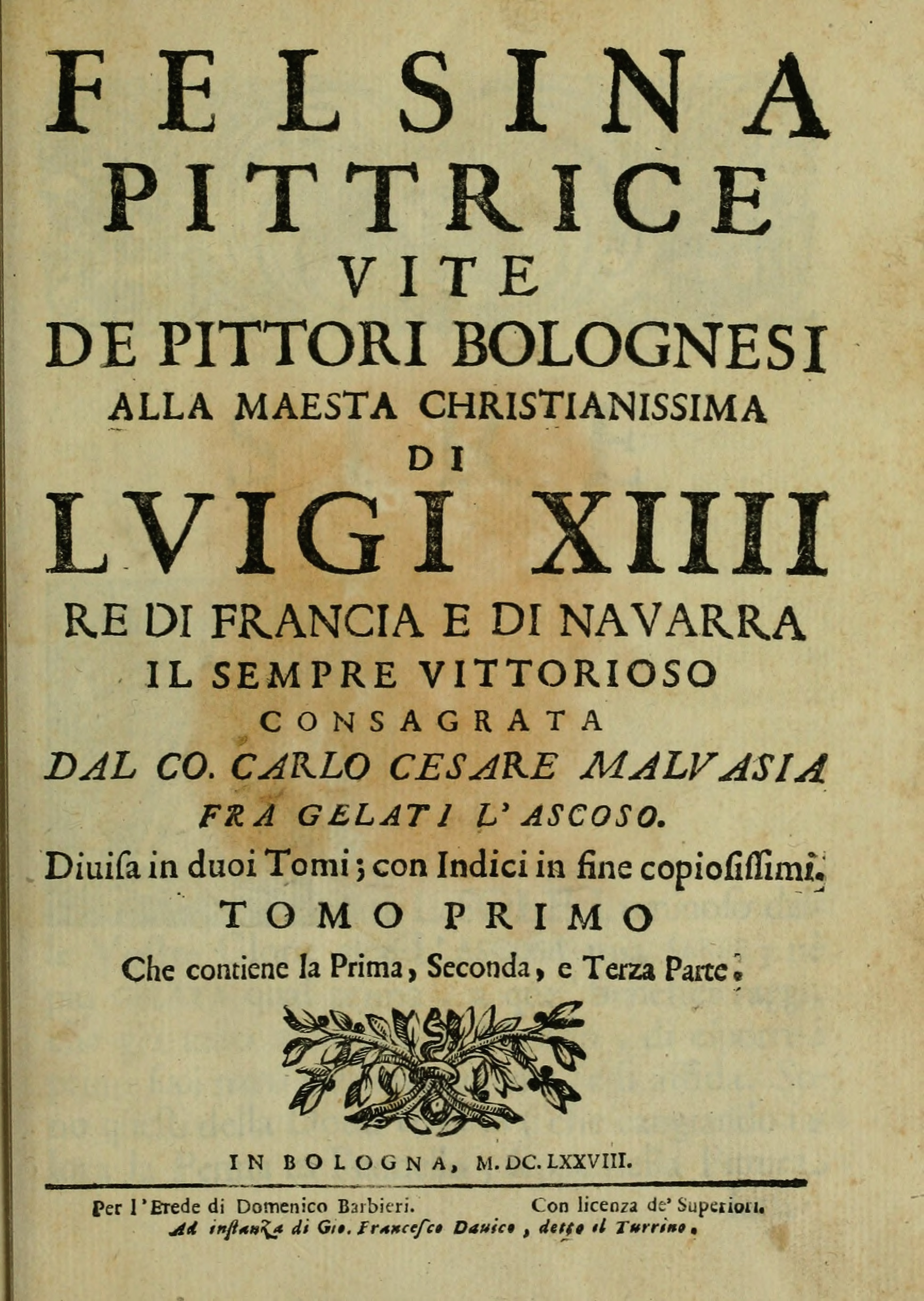
Titulní strana Felsina pittrice, (1678)

Felsina pittrice, vite de ’pittori bolognesi je důležitým zdrojem informací o boloňské malířské škole 14. – 17. století, o některých umělcích pak zdrojem jediným. Text je rozdělen do čtyř historických sekcí, z nichž první se věnuje malířům trecento, druhá se zaměřuje na Francesca Franciu, (známý také pod jménem Francesco Raibolini), třetí sekce se věnuje Carraccimu a čtvrtá (a dnes nejoceňovanější) poskytuje podrobný popis života a díla umělců, kteří se v průběhu 17. století prosadili v čele s Carraccim, včetně Guida Reniho, Guercina, Domenichina, Lanfranca, Lavinie Fontany a Elisabetty Sirani.
Jeho spis Felsina pittrice byl kritizován za nepřesnosti a srovnání s dílem Malvasiova současníka Giovanni Pietro Belloriho z roku 1672 Le vite de 'pittori, scultori et architetti moderni nebylo pro Malvasia příznivé. Bylo mu vyčítáno, že jeho text je pouhá kompilace faktů přizdobených básnickým jazykem, že jeho práce postrádá kritická hodnocení a neřídí se žádným jiným teoretickým rámcem, než je provinční vazba na rodné město. Nedávné studie berou Malvasia vážněji jako historika umění a Centrum pro pokročilé studium výtvarného umění (Center for Advanced Study in the Visual Arts) připravuje první vědecké kritické vydání od roku 1841, doprovázené prvním anglickým překladem úplného textu jeho díla (tři z plánovaných šestnácti svazků byly zveřejněny do roku 2017).
V roce 1686 Malvasia publikoval Le pitture di Bologna, průvodce galerií prací umělců zmiňovaných ve Felsina pittrice a v roce 1690 Marmorea felsine, průvodce boloňskými památkami.